# Hylemera rebuti
Hylemera rebuti is een vlinder uit de familie spanners (Geometridae). De wetenschappelijke naam van deze soort is voor het eerst geldig gepubliceerd in 1889 door Poujade.
De soort komt voor in tropisch Afrika.